# Vincenzo Vinciguerra
Vincenzo Vinciguerra (* 3. Januar 1949 in Catania) ist ein italienischer Terrorist und früheres Mitglied der neofaschistischen Organisationen Avanguardia Nazionale und Ordine Nuovo („Neue Ordnung“). Er verbüßt eine lebenslange Freiheitsstrafe für den Mord an drei Carabinieri mit einer Autobombe nahe dem Ort Peteano im Jahr 1972. Die späteren Ermittlungen durch den Untersuchungsrichter Felice Casson führten über das Geständnis Vinciguerras zur Aufdeckung der italienischen Geheimorganisation Gladio.

## Leben
Vinciguerras politisches Denken wurde vom Rechtsintellektuellen Julius Evola geprägt. Nachdem er sich der Studentenorganisation Giovane Italia des neofaschistischen MSI angeschlossen hatte, trat er der rechtsextremen Terrororganisation Ordine Nuovo bei und wurde deren Leiter in der Sektion Udine. Er arbeitete als Privatdetektiv und organisierte in den Jahren 1971 und 1972 mehrere politische und gewalttätige Aktivitäten, darunter eine Flugzeugentführung in Ronchi dei Legionari im Oktober 1972.

## Anschlag in Peteano 1972
1984 untersuchte der venezianische Untersuchungsrichter Felice Casson ein bis dahin ungeklärtes Bombenattentat vom 31. Mai 1972. Fünf Carabinieri (eine italienische Polizeieinheit) hatten einen nahe der Ortschaft Peteano an einer Landstraße abgestellten Fiat 500 untersucht. Als sie den Kofferraum öffneten, wurden drei der Männer durch eine dadurch ausgelöste Bombe getötet. Für den Anschlag wurde die linksextreme Terrororganisation Rote Brigaden verantwortlich gemacht, die Täter wurden jedoch nie ermittelt. Casson fand zahlreiche auffällige Unstimmigkeiten in den polizeilichen Ermittlungen, die auf gezielte Manipulation und Beweisfälschung deuteten. Schließlich führten ihn seine Ermittlungen auf die Spur des Neofaschisten Vinciguerra, der ein umfangreiches Geständnis ablegte. Vinciguerra erklärte, dass der italienische Militär-Geheimdienst SISMI ihn beschützt hatte, indem er ihm nach dem Peteano-Anschlag per Flugzeug die Flucht in das vom faschistischen Diktator Franco regierte Spanien ermöglichte.
Vinciguerra sagte aus, dass er von Personen aus dem Staatsapparat gedeckt worden sei und dass das Attentat Teil einer umfassenden Strategie gewesen sei, die Casson später als Strategie der Spannung bezeichnete. Casson ermittelte daraufhin weiter und deckte nach Recherchen in den Archiven des Militärgeheimdienstes SISMI die Existenz der Stay-behind-Organisation Gladio auf, die er mit verschiedenen Terroranschlägen in Italien in Verbindung brachte. Dabei habe, so schloss Casson, ein Netzwerk geheimdienstlicher Stellen durch Verbreitung von Falschinformationen und Fälschung von Beweisen dafür gesorgt, dass die Verbrechen linksextremen Terroristen zugeordnet wurden, vor allem den Roten Brigaden. Cassons Enthüllungen führten zu einer Staatskrise in Italien. Ministerpräsident Giulio Andreotti gab im Rahmen einer nachfolgenden parlamentarischen Untersuchung an, dass Stay-behind-Organisationen auch in zahlreichen anderen europäischen Ländern existierten. Dies führte zu parlamentarischen Anfragen in mehreren Ländern. In Italien, Belgien und der Schweiz kam es zu Untersuchungskommissionen. Das Europaparlament drückte nach einer Debatte am 22. November 1990 seinen scharfen Protest gegenüber der NATO und den beteiligten Geheimdiensten aus.
Nach den staatsanwaltlichen Ermittlungen war der bei dem Anschlag verwendete C4-Sprengstoff identisch mit dem, der in einem Gladio-Waffendepot in Aurisina gelagert hatte und das wenige Wochen vor dem Attentat zufällig entdeckt worden war. Dessen Existenz deckte Giulio Andreotti gegenüber Felice Casson und Carlo Mastelloni auf. Casson ermittelte, dass Marco Morin, ein Sprengstoff-Experte, der für die italienische Polizei gearbeitet hatte und ebenso wie Vinciguerra Mitglied der rechtsextremen Gruppe Ordine Nuovo war, eine falsche Expertise geschrieben hatte, der gemäß der Sprengstoff angeblich mit demjenigen der Roten Brigaden identisch sei. Casson wies nach, dass der Typ des Sprengstoffs ausschließlich militärisch genutzt wurde. Bis heute ist ungeklärt, ob der in Peteano genutzte Sprengstoff aus dem Waffenlager von Aurisina stammt und ob sich dadurch das Attentat mit der Stay-behind-Organisation Gladio in Verbindung bringen lässt.

## Aussage zum Anschlag von Bologna 1980
Als er von den Untersuchungsrichtern zum Bologna-Massaker im Jahr 1980 befragt wurde, sagte Vinciguerra 1984 aus: „Nach dem Massaker von Peteano und allen folgenden sollte völlig offenbar sein, dass eine real existierende Struktur bestand, im Dunkeln und verborgen, mit der Möglichkeit zur Vorgabe einer Strategie des Schreckens … [Sie] liegt innerhalb des Staates selbst… In Italien existiert eine geheime Kraft, parallel zu den bewaffneten Streitkräften, bestehend aus Zivilisten und Militärs, mit einer antisowjetischen Ausrichtung, um den Widerstand auf italienischem Boden gegen die russische Armee zu bilden … Eine geheime Organisation, eine Über-Organisation mit einem Netzwerk an Nachrichtenverbindungen, Waffen und Sprengstoffen sowie Männern, die diese auch anzuwenden verstehen … Eine Über-Organisation, die mangels einer sowjetischen militärischen Invasion die Aufgabe übernehmen kann, ein Abrutschen des Landes aus der politischen Mitte nach links zu verhindern. Dies tat sie mit Unterstützung der offiziellen Geheimdienste und der politischen und militärischen Kräfte.“